# Zeitdienst (Zeitschrift)
Der Zeitdienst war eine von Theo Pinkus im Limmat-Verlag Zürich herausgegebene Zeitschrift. Die Wochenzeitschrift wurde nach dem Zweiten Weltkrieg 1948 gegründet. Im Jahre 1987 stellte sie ihr Erscheinen wieder ein.

## Ideologie
Der Zeitdienst war die Zeitschrift der Zürcher kommunistischen Jugend und stellte die antiautoritären Ideen der aus jungen Kommunisten, Linkssozialisten und unabhängigen Radikalen der Organisation Fortschrittliche Arbeiter, Schüler and Studenten (FASS) bestehenden Schweizer neuen Linken systematisch dar. Dabei wurde die tschechoslowakische Reformbewegung unterstützt, und der Einmarsch der Staaten des Warschauer Paktes am 21. August 1968 abgelehnt. Bereits 1948/49 hatte der „Zeitdienst“ Stellung genommen für Jugoslawien und gegen die Anti-Tito-Hetze.

Rückblickend schrieb Werner Egli 1987: 

„Ohne unsern linken Parteien hörig zu sein, war der ZD stets eine offene Plattform, um all dies zu diskutieren und Forderungen zu begründen, was zu einer sozialistischen Welt gehört. Gegründet wurde er im Jahre 1948. Das war die Zeit, als der «Kalte Krieg» noch wütete, der Antikommunismus seine übelsten Taten vollbrachte und es schwierig war, über die Sowjetunion sachliche Berichte zu bekommen. Wir dürfen auch darauf hinweisen, daß unsere Zeitung sich Mühe gab, darüber sachliche Berichte zu erhalten. Auftrieb erhielt unsere Zeitung in den 68ger Jahren und in großen Versammlungen wurde zu diesen positiven Ereignissen Stellung genommen. Als die «Außerparlamentarische Opposition» noch keine eigenen Zeitungen besaß, hatte sie lange Zeit bei uns Gastrecht. Unsere politische Stellung war immer kompromißlos und darum waren wir bei der NZZ nie «lieb Kind»!“

## Erscheinungsverlauf
Von der ersten Ausgabe („Probenummer“) 1948 (1. Jahrgang) bis zur Nr. 34 von 1970 (23. Jahrgang) hiess die Zeitschrift Zeitdienst: unabhängige sozialistische Information. Erster Redaktor war Hugo Kramer. Von der Nr. 35 von 1970 (23. Jahrgang) bis zur Nr. 25 von 1987 (40. Jahrgang) hiess sie Zeitdienst zur sozialistischen Information und Diskussion und wurde von der „Redaktionskommission der Verlagsvereinigung Zeitdienst“ herausgegeben; mit der Nr. 25 von 1987 wurde das Erscheinen eingestellt. Die Zeitschrift erschien immer bei Adolf Fehr in Zürich.